# Brachionus plicatilis
Brachionus plicatilis är en hjuldjursart som beskrevs av Müller 1786. Brachionus plicatilis ingår i släktet Brachionus och familjen Brachionidae. Arten är reproducerande i Sverige.

## Underarter
Arten delas in i följande underarter:
- B. p. colongulaciensis
- B. p. decemcornis
- B. p. ecornis
- B. p. estoniana
- B. p. longicornis
- B. p. murrayi
- B. p. plicatilis

## Bildgalleri

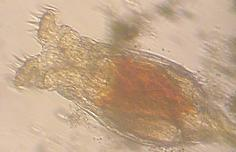